# 卡梅隆·安东尼
卡梅隆·凱恩·安東尼（英語：Carmelo Kyam Anthony，1984年5月29日—）為前美國職業籃球運動員，場上主打小前鋒位置。在他的職業生涯中，他先後效力過丹佛金塊、紐約尼克、奧克拉荷馬雷霆、休士頓火箭、波特蘭拓荒者及洛杉磯湖人。
安東尼高中時就讀陶森天主教高中和橡樹山學院，畢業後進入雪城大學打籃球。安東尼於大一賽季就率領雪城大学橙人队赢得了NCAA一级男子篮球锦标赛总冠军，並於賽季結束後獲選為锦标赛最杰出球员。隨後安東尼投入了2003年NBA選秀大會，並於首輪第三順位被丹佛金塊選中。
自從進入NBA以來，安東尼連續十次入選全明星陣容，且六次入選年度最佳陣容。從2004年至2010年效力於丹佛金塊的八年生涯中，安東尼連續七年帶領金塊隊打進季后賽，並贏得了兩次分區冠軍。2009年時，安東尼率領金塊隊首次闖入西區決賽。2011年，他在季中交易截止日前被金塊交易到紐約尼克。2014年1月24日，安東尼在對上夏洛特山貓的比賽中，攻下了職業生涯最高的62分，改寫了麥迪遜廣場花園單場最高得分紀錄。安東尼也是6名至少获得28000分、7000個籃板、3000次助攻、1000次抄截和1000個三分球的球員之一。
2023年5月22日，其在社交媒體上宣布退休，結束為期19年的職業生涯。

## 早年生活
安東尼於1984年5月出生在紐約州布魯克林的雷德胡克。他的父親卡梅羅·伊里亞特出生於曼哈頓，是一名波多黎各移民，母親瑪麗·安東尼則是非洲裔美国人。當安東尼兩歲時，他的父親罹患癌症過世，整個家庭的經濟也頓時陷入了困頓。為了貼補家用，安東尼常在馬路上幫忙擦汽車的擋風玻璃，藉此賺些小費。由於安東尼是全家最小的孩子，因此他的哥哥姐姐們對他十分照顧。當安東尼八歲的時候，他們全家人搬到了巴爾的摩，在那裡他磨練的不僅僅是運動技能，還有生存的技巧。巴爾的摩在美國以毒販居多而聞名，那是一個充斥毒品交易、暴力、槍械、幫派人龍雜處的都市。安東尼住過的兩個社區犯罪率都很高，他從小便實際看過許多犯罪行為在眼前發生，安東尼的童年的朋友曾說過：「在這裡從毒品到槍殺，任何你能想到的罪惡，我們都曾親眼目睹過。這些事情教會你堅強，要專注於你的目標，因為只要你稍微有些動搖，就會誤入歧途。」對於安東尼來說，打籃球是改變人生的最佳途徑，而他在籃球方面展示出的天賦，照亮了未來成為職業球員這條路。
在高中的前三年，安東尼需要每天通勤到陶森天主教高中。2000年的夏天，安東尼身高從5英呎成長到6尺5寸，主打搖擺人的位置。同時他也一舉成名，逐漸成為當地最頂尖的選手之一，被《巴爾的摩太陽報》評選為2001年的大主教轄區年度最佳球員，同時獲得巴爾的摩天主教聯盟年度最佳球員。高二的時候，安東尼場均能攻下14分、5籃板、4助攻以及2抄截，陶森天主教高中一路高歌猛進取得26勝3敗的戰績，最終在州際聯賽中奪得第三名。作為三年級生，安東尼享受了一個成功的高中籃球生涯，他的得分和籃板數據幾乎翻了一倍，場均得到23分和10.3個籃板。儘管這是很成功的一季，然而安東尼所有的注意力都被分散了，他迫切的想要聽到他的朋友向他保證他就是命中註定的頂級球星。於是安東尼開始逃學，為此他被停賽，且不能出席許多重要場合。由於瘦弱的身材使他缺乏對抗性，安東尼差點沒有被列入已登記過的雷達偵察兵的名單中，許多球探認為他還沒有為進入NBA做好應有的準備。儘管安東尼獲得了巴爾的摩地區年度最佳球員、大主教轄區年度最佳球員和巴爾的摩天主教聯盟年度最佳球員等獎項，但是陶森天主教高中最終在州際決賽中落馬。
高三結束後，IA區的教練們希望將安東尼招募到一所東海岸的大學，其中包括北卡羅來納大學教堂山分校和雪城大學等籃球名校。與近年的凱文·賈奈特、傑曼·歐尼爾、科比·布萊恩、崔西·麥葛瑞迪以及阿瑪雷·史陶德邁爾等高中跳級生不同的是，他在高四賽季開始之前便早早公佈自己會選擇加入雪城大學。但這時安東尼的平均成績已經掉到C以下，而且他的ACT分數也遠低於錄取的最低標準，安東尼知道他需要在課堂表現上有所改善才能在學術上得到進入雪城大學的資格。為了他的最後一年，安東尼的母親希望他轉學。安東尼的第一想法原本是維吉尼亞州的哈格瑞夫軍事學校，然而在和橡樹山學院的總教練史蒂夫·史密斯暢談之後，他正式轉學到了維吉尼亞州的橡樹山學院。為了高四的衝刺。在2001年夏天，安東尼帶領業餘體育協會巴爾的摩精英隊闖進在內華達州拉斯維加斯舉辦的阿迪達斯籃球聯賽的前四強，場均25.2分的優異表現吸引了許多原本關注著阿瑪雷·史陶德邁爾（當時已被視為未來選秀樂透區的球員）的球探的注意力。此外安東尼也參加了美國籃球青年發展節，他帶領東部隊贏得銀牌。安東尼場均攻下24分，和勒布朗·詹姆斯並列第一。那裡也是兩人友誼開始的地方，他們因為相似的出身而一見如故，一聊就是好幾個小時，儘管話題基本上都是有關於籃球的。這兩個大男孩有太多的相似點：都是單身母親撫養長大，生活在破舊不堪的街區，毒品氾濫、槍火四濺，警車的汽笛聲不絕於耳。分手的時候他們互相留下了手機號碼，也一直保持著聯繫，成為了好朋友。從那時起兩人也盼望將來能夠有機會一起打球。
橡樹山學院以42連勝的火爆開局進入2001–02賽季。並且贏得了在德克薩斯州舉辦的耐吉高中國際邀請賽，在賽季結束後以32勝1敗排名在全國第三。唯一擊敗他們的對手是梅特德伊高中使得他們的連勝記錄停留在67勝。安東尼在他的最後一年場均能得到22分、7.1個籃板以及3次助攻，入選麥當勞高中全明星賽，他在比賽中攻下19分。而在麥當勞高中全明星賽開始前他已經贏得了雪碧灌籃大賽，同時被選入今日美國全美第一隊，以及《PARADE》雜誌評出的全美第一陣容。由於安東尼在ACT考試上的糾結，他的家人和朋友好奇安東尼是否會跳過大學而直接進入NBA。他仍需提供最低18分的成績，然而在四月底安東尼終於得到了19分，他決定進入大學，並開始為他在雪城大學的新秀賽季準備。

## 大學生涯
2002-03年期間，安東尼在雪城大學打球，平均取得22.1分（NCAA第16、Big East第四）及10.0個籃板。（NCAA第19、Big East三、NCAA甲級新人第一），協助球隊贏得第一個大學聯賽冠軍。他在得分、上陣時間、籃板、外圍投射命中、罰球命中及次數為隊中第一。在最後四強面對德克薩斯州大學的比賽中，個人獨取33分，是NCAA比賽中新人單場比賽得分最高的紀錄。
在總決賽中，雪城大學對手是堪薩斯大學。安東尼取得20分及10個籃板，賽後當選為NCAA最有價值球員，而雪城大學教練Jim Boeheim賽後對安東尼的評價是：「他是有史以來最好的大學籃球員，沒有球員可以接近他的成就。」
安東尼原本打算在雪城再打兩三年比賽，不過因為大學的表現在決定放棄在大學打球。他決定參加2003年NBA選秀。安東尼在雪城的優異表現，使他被當選為美聯社全美二隊以及Big East一隊。以及Big East聯盟最佳新人。

## 職業生涯

### 丹佛金塊（2003−2011）

#### 2003-04赛季

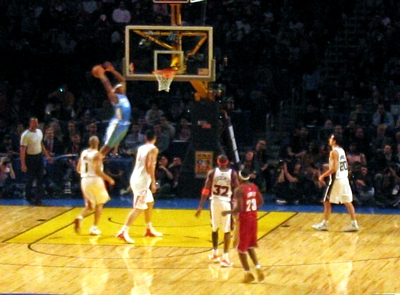
安東尼在2004年NBA新秀挑戰賽上演空中接力。

2003年6月26日，安東尼在NBA選秀中以整體順位第三名被丹佛金塊隊選中。第一順位是勒邦·占士，第二順位是达科·米里西奇。10月29日在NBA比賽中正式亮相，協助球隊在主場以80-72擊敗鳳凰城太陽，安東尼取得12分、7個籃板及3次助攻。在11月6日對洛杉磯快艇的比賽中，安東尼獨取得30分，成為了NBA史上第二年輕在單場比賽取得30分的球員（第一是高比·拜仁）。2004年2月9日迎戰孟菲斯灰熊的比賽中，安東尼成為NBA史上第三年輕取得1,000分的球員。
2004年2月13日安東尼參加NBA全明星周末的新秀挑战赛。安東尼上陣30分鐘，取得17分、3個籃板及5次助攻。最後以一年生隊118-142敗於二年生隊之下。3月30日面對西雅圖超音速的比賽中取得41分，是金塊隊新秀球員當中單場得分最多的球員。
安東尼在4月取得第六個西部聯盟的每月最佳新秀，安東尼成為第四位球員囊括所有每月最佳新秀的球員。其他球員包括大衛·羅賓遜、蒂姆·鄧肯以及勒邦·占士。安東尼更在2004年3月10日至3月14日及4月6日至4月10日當選為每週之星，以及一致通過成為NBA新秀一隊。安東尼平場每場取得21分，較同期新秀取得更多分數。在最佳新秀選舉中，僅次於勒邦·占士之下得第二。
安東尼成功協助金塊隊晉身季後賽，該季的成績是43勝39負，較去季的17勝65負大有進步。金塊隊在季後賽首圈的對手是明尼蘇達木狼，安東尼在第一場季後賽取得19分、6個籃板及3次助攻，結果以92-106敗於對手經過五場的比賽後，金塊隊總場數以1-4遭對手淘汰。

#### 2004-05赛季

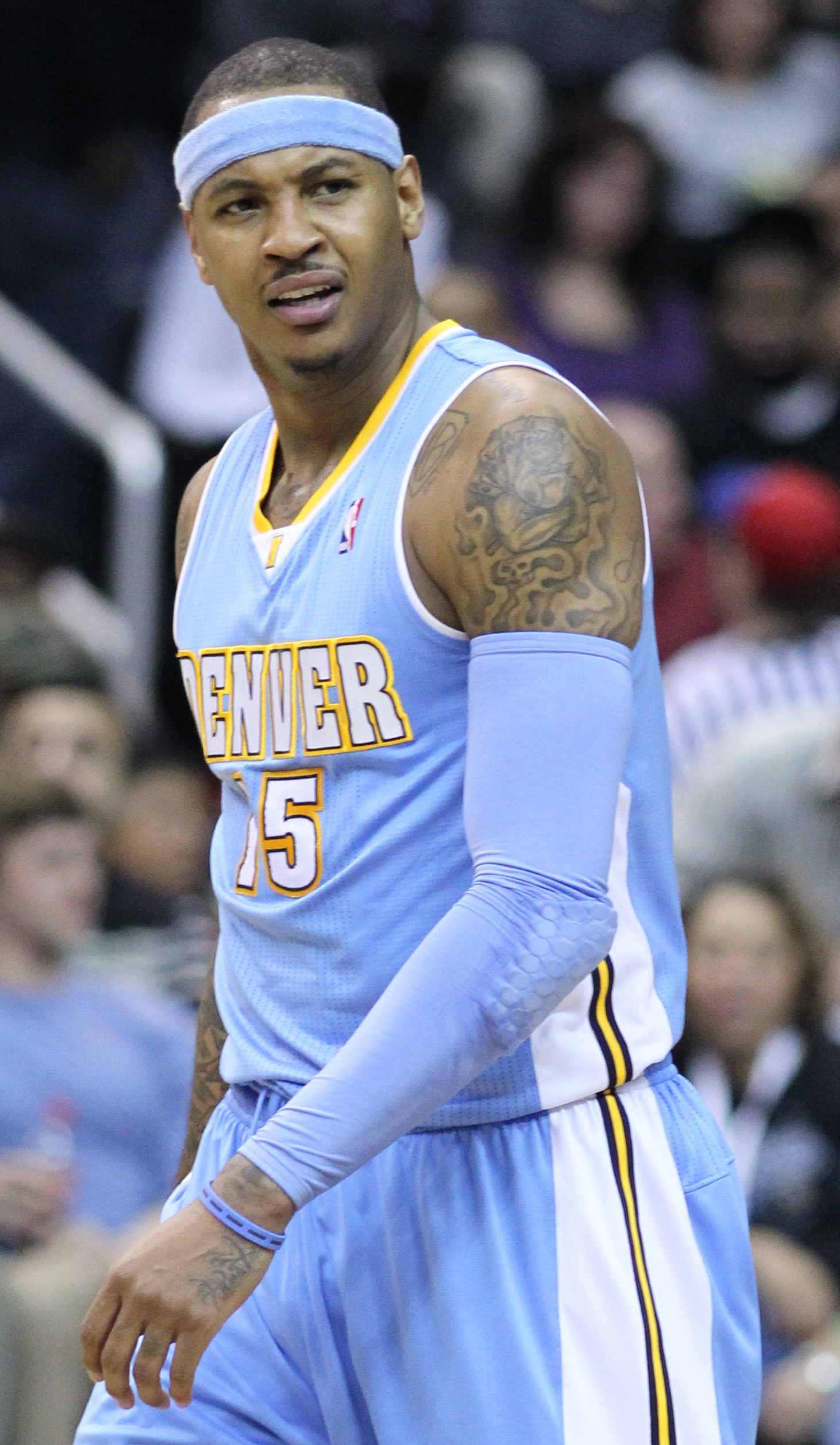
丹佛金塊時期的安東尼

安東尼的第二個球季總共出賽75場，平均每場取得20.8分（NBA第十九）。2004年12月4日對邁阿密熱火的賽事中，安東尼成為第三年輕取得2000分的球員。安東尼為二年生隊上陣，出戰新秀挑戰賽結果取得31分、5個籃板、2次助攻及2個搶斷，成為了比賽的最有價值球員。
金塊隊在今季再度晉身季後賽，成績是49勝33負，西岸排名第七，季後賽第一圈的對手是聖安東尼奧馬刺。結果在金塊隊在總場數以1-4敗於馬刺之下。

#### 2005-06赛季
安東尼在2005-06年球員總共出賽80場，全為先發。平均每場取得26.5分、2.7次助攻、4.9個籃板及1.1個搶斷。場均得分排於全聯盟第八是金塊隊自1991-92年球季Michael Adams（NBA第六）以來最好成績。
2005年11月23日在一場擊敗底特律活塞的比賽中取得NBA生涯第1,000個籃板。1個月後，一場負於費城76人比賽中，個人取得45分。2006年3月17日對孟菲斯灰熊比賽中，取得NBA生涯第5,000分。在三月，安東尼帶領球隊取得11勝5負的成績，被提名為三月每月之星。他亦是3月13日至3月19日每週之星。
安東尼在季內多場比賽取得致勝得分，包括了1月8日對休士頓火箭、1月10日對鳳凰城太陽、1月24日對明尼蘇達木狼、3月15日對印第安納溜馬。以及4月5日迎戰洛杉磯湖人。五次的致勝得分都是跳射，對木狼隊的是3分球。安東尼在1月6日對達拉斯牛仔的在加時後在最後一秒得分，協助球隊取勝。
金塊隊今季成功以西北賽區冠軍晉身季後賽。在季後賽第一圈面於第六的洛杉磯快艇，由於常規賽賽績快艇隊比金塊為好，因此快艇有主場優勢，結果在總場數以1-4敗於對手之下。

#### 2006-07赛季

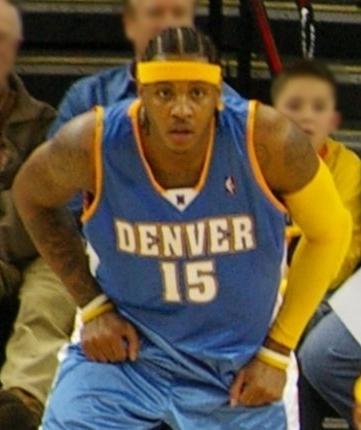
安東尼早期的招牌辮子頭

在第八場常規賽中，安東尼面對多倫多速龍比後賽，連續6場比賽取得超過30分，平了Alex English的球隊紀錄。下一場比賽面對芝加哥公牛，金塊隊最後以113-109擊敗對手，安東尼取得29分。與公牛隊交手後，安東尼再次連續六場取得超過30分，然後在敗於亞特蘭大鷹隊賽事中，安東尼取得24分。
12月16日，在客場對纽约尼克斯的比賽中，出現一個衝突，安東尼在混亂中打中Mardy Collins一拳，結果被NBA總裁大卫·斯特恩下令罰安東尼停賽15場。在安東尼停賽期間，金塊隊換來了球星阿倫·艾佛遜，直到2007年1月15日對孟菲斯灰熊的比賽首度合作，比賽中安東尼取得28分，他與艾佛遜合共取得51分。
2月2日安東尼與隊友J·R·史密斯遇上交通意外。兩人只是受到輕傷。三天後，安東尼首次在NBA取得三雙，取得31分、10個籃板及10次助攻，但是金塊在比賽中以108-113敗於鳳凰城太陽。。安東尼當初不是NBA明星賽的登錄名單，不過隨著姚明及卡洛斯·布泽尔受傷退賽，NBA總裁大卫·斯特恩宣佈召回安東尼參戰。安東尼在明星賽取得20分及9個籃板。
安東尼在這球季贏得3次每週之星（11月20日-11月26日、11月27日-12月3日、2月5日-2月11日），此外在4月成為每月之星，帶領球隊取得10勝1負的佳績，協助球隊晉身季後賽。安東尼在該季平均得分排行第二，每場取得28.9分，另外平均每場取得6.0個籃板、3.8個助攻及1.2個搶斷。此外他連續兩年晉身全NBA三隊。金塊隊在季後賽第一圈的對手是聖安東尼奧馬刺，在第一場比賽金塊隊以95-89擊敗對手。不過在之後的四場比賽均輸球收場。安東尼在季後賽第一圈平均取得26.9分、8.6個籃板、1.2個肋攻及1.0個抄截。

#### 2007-08赛季
2008年1月24日NBA宣佈安東尼為NBA明星賽的正選。安東尼獲得1,723,701票，僅次於高比·拜仁（2,004,940票）。2月9日安東尼取得職業生涯最高的49分，協助球隊在主場以111-100擊敗華盛頓巫師。
安東尼在常規賽總共出賽77場，平均每場取得25.8分，在NBA排行第四。此外他亦取得7.4個籃板、1.3個搶斷、0.5個封阻及3.4次助攻。當中籃板、搶斷及封阻是目前NBA以為最好的成績。
金塊隊以50勝32負的成績完成2007-08年球季。這是金塊隊加入NBA以來第三好的成績。在球季最後一場比賽，以120-111擊敗孟菲斯灰熊。。季後賽的第一圈對手是洛杉磯湖人。最後湖人隊以4-0擊敗金塊。在第一圈比賽，安東尼平均取得22.5分、9.5個籃板、2.0次助攻及0.5次搶斷。

#### 2008-09赛季

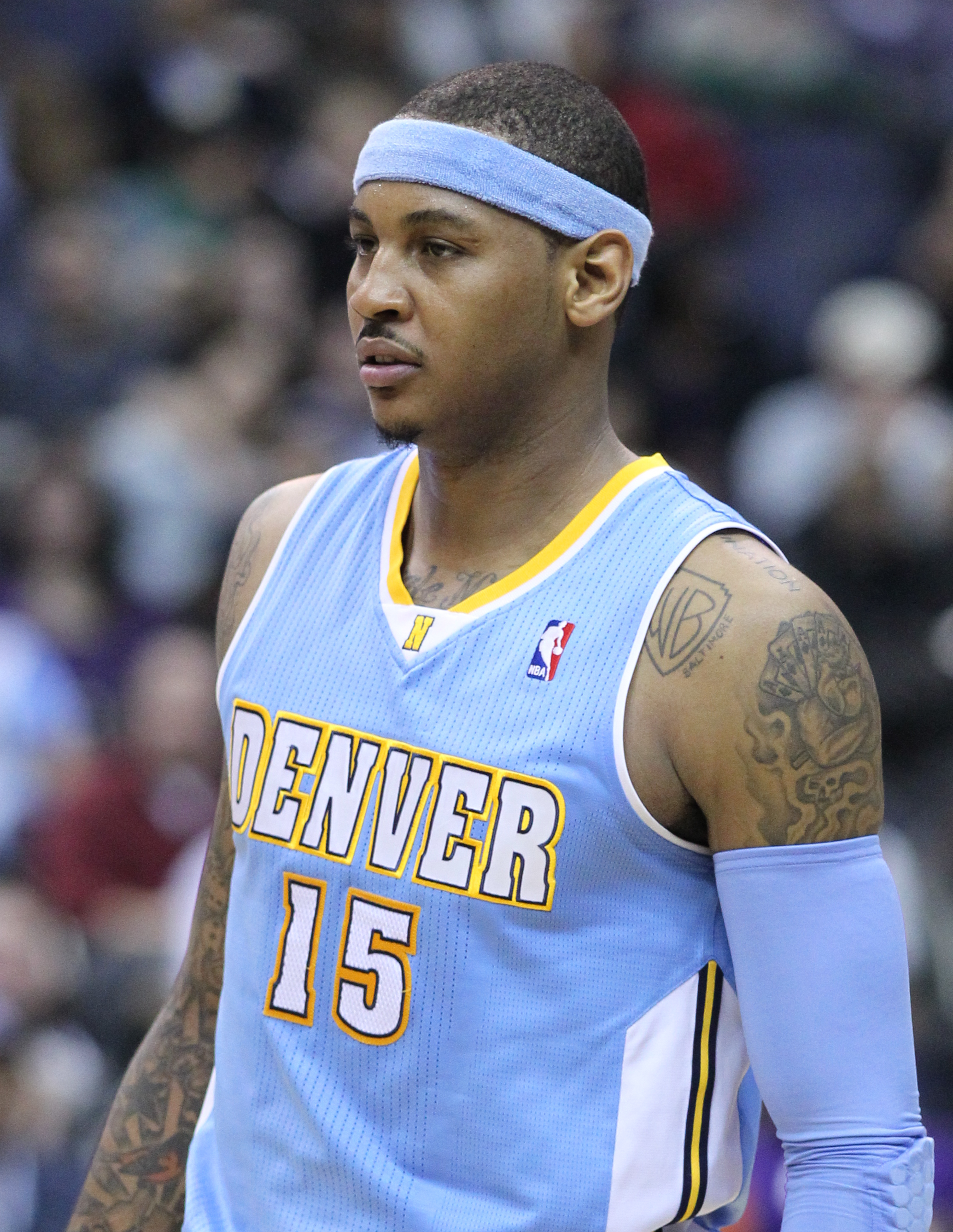
安東尼作為金塊的一員

金塊以54勝28敗的成績拿下西北組冠軍，4月27日，丹佛金塊以121:63擊敗新奧爾良黃蜂，追平了NBA季後賽史上雙方得分差距最大的紀錄（58分，對上一次為1956年明尼亞波利斯湖人以133:75擊敗聖路易斯老鷹）。此外，本場亦是黃蜂及金塊季後賽隊史上分差最大的紀錄（黃蜂上一次最大的負分差為32分（1998年，64:96負亞特蘭大老鷹）；金塊上一次最大的勝分差為30分（1985年，141:111勝聖安東尼奧馬刺），最終以4－1的比分淘汰黃蜂。分區準決賽碰上達拉斯小牛還是以4－1的比分淘汰小牛，分區決賽碰上洛杉磯湖人，最終以以2－4的比分被湖人淘汰。

#### 2009-10赛季
金塊以53勝29敗與同組的猶他爵士相同戰績，不過金塊在本季對爵士取得3－1的對戰優勢，只不過最後還是以2－4不敵爵士。

#### 2010-11赛季
从赛季开始前就频繁传出安东尼将要离队的传闻，但他的交易请求并没有赛季开始时得到满足，安东尼继续在丹佛掘金效力了大半个赛季。

### 紐約尼克（2011−2017）
2011年2月22日，丹佛金塊透過三方交易將安東尼交易到纽约尼克、安東尼如願以償回到家鄉球隊。這筆交易案是一次牽涉12名球員的大型交易案。

#### 2010-11赛季
2011年2月22日，金塊發動三方交易使安東尼回到家鄉紐約打球。
安東尼在交易後的27場比賽中能夠交出26.3分、6.7籃板的成績。但是在季後賽中被波士頓塞爾蒂克橫掃。

#### 2011-12赛季
安東尼和史陶德邁爾兩人的鋒線組合成效不如預期，尼克陣中也傷兵滿營、不少人打打停停。這時安東尼向總教練麥克·狄安東尼推薦了板凳末端的林書豪，後者開啟了知名的「林來瘋」。
安東尼在這個賽季磨合不順，22.6分、6.3籃板的成績相對下滑。但仍和史陶德邁爾竭力合作。在季後賽第一輪4:1不敵該年冠軍邁阿密熱火。這是安東尼和同梯宿敵勒布朗·詹姆斯首次在季後賽遭遇。

#### 2012-13赛季

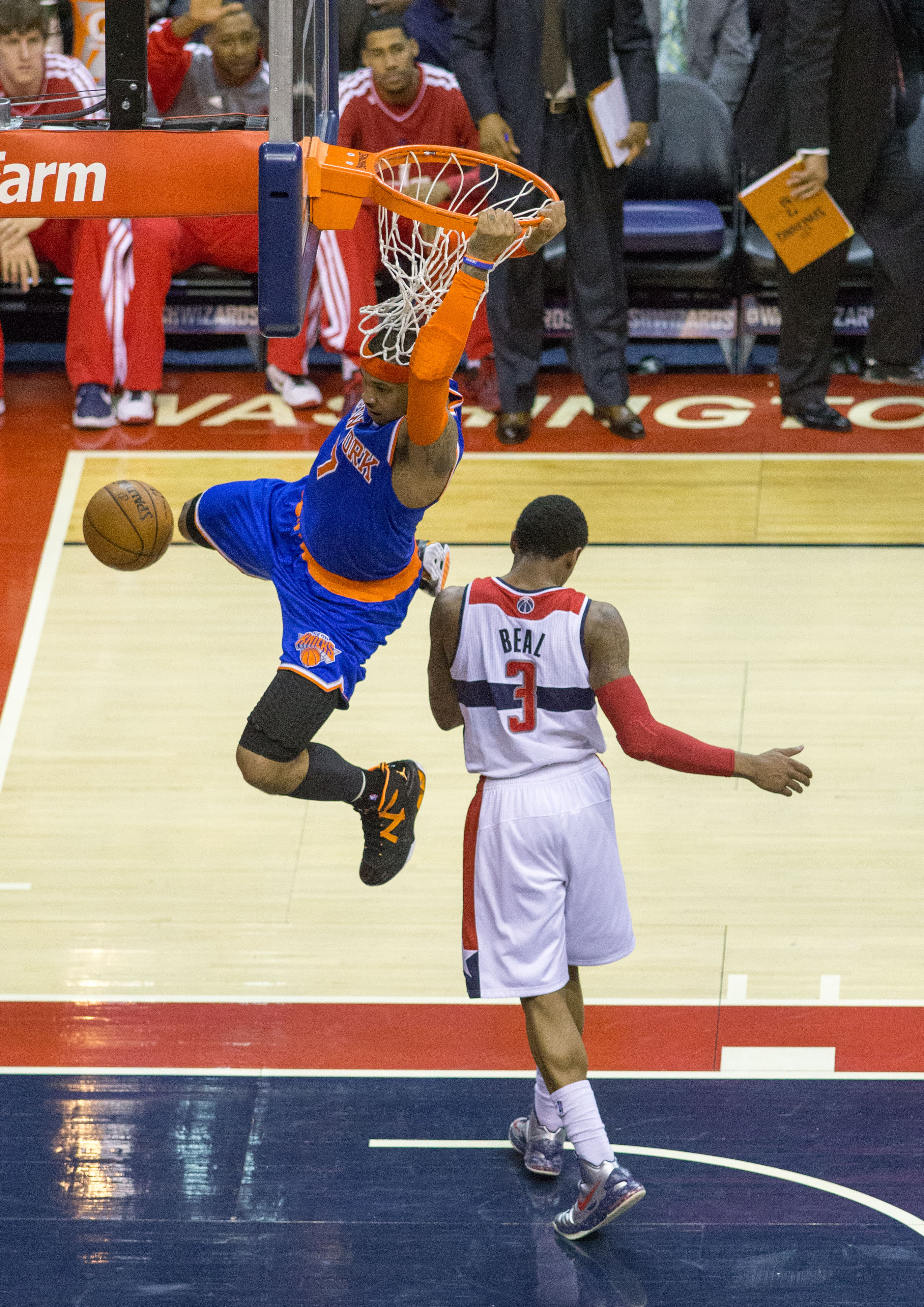
安東尼在比賽中灌籃

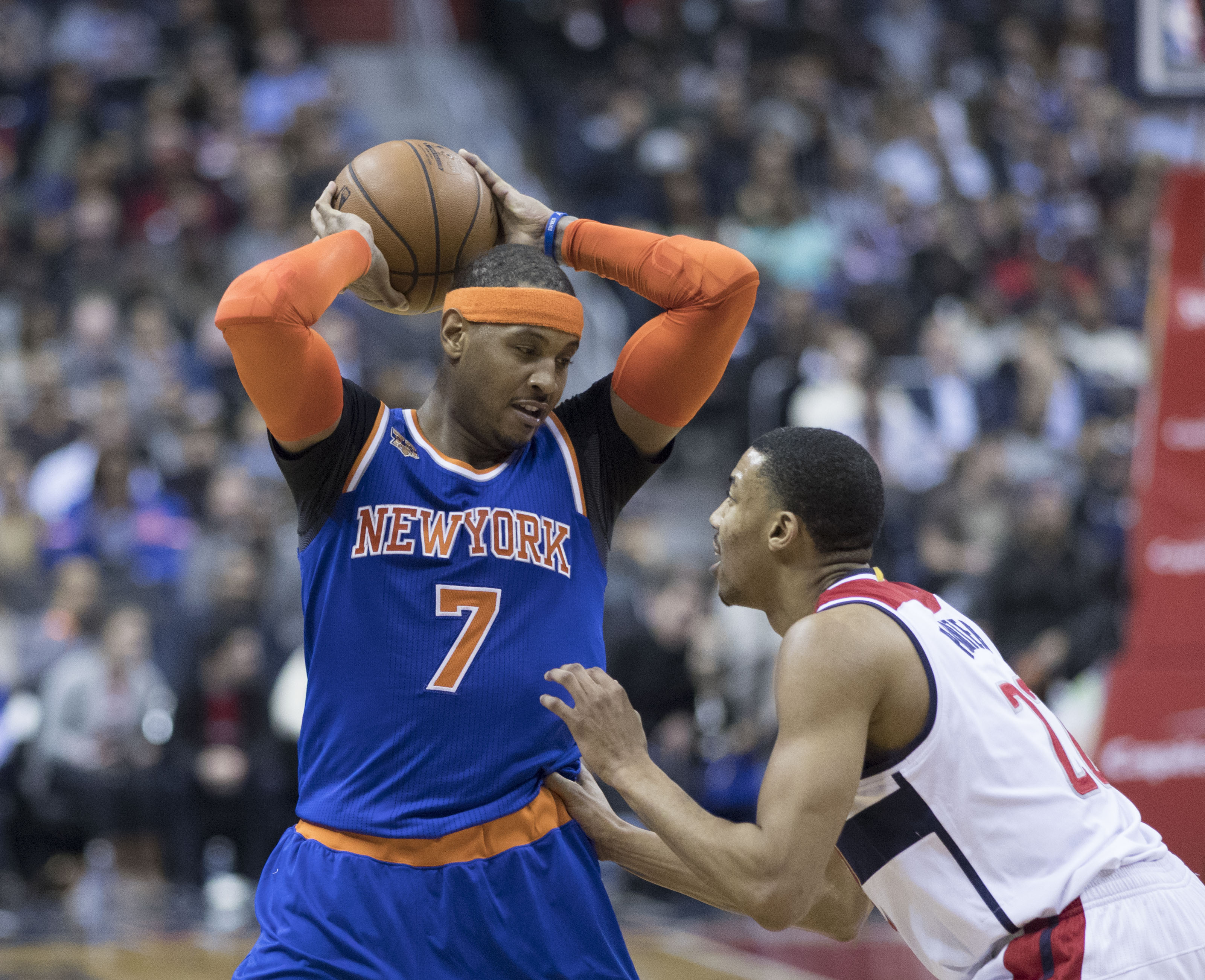
紐約尼克時期的安東尼

2012年休賽季，尼克總經理葛蘭·古倫瓦德確立了以安東尼為核心的建隊方針，找來了傑森·基德、馬庫斯·坎比、拉席德·華勒斯等過去擁有優秀防守實力的老將壓陣，並且將總教練換成看重防守的麥克·伍德森。
2012-13賽季是尼克整個10年代最輝煌的賽季。進攻端傑森·基德和雷蒙·費爾頓雙控衛的搭配解放了安東尼的進攻實力。場均28.7分、6.9籃板的成績讓安東尼拿下生涯唯一一座得分王。尼克也打出54勝28敗的戰績高居東區第二、甚至是唯一一支能夠在例行賽壓制邁阿密熱火的球隊(對戰成績三勝一敗)。
安東尼在這季最亮眼的表現是在4月3日面對邁阿密熱火的比賽所創下，單場豪取50分並且沒有任何一分是在禁區取得。
尼克在季後賽第一輪時4:2拿下塞爾蒂克。但在第二輪全隊熄火、4:2遭到印第安納溜馬淘汰，無緣在東冠挑戰衛冕軍熱火。

#### 2013-14赛季
2013年休賽季，總經理古倫瓦德被炒、眾老將退役離隊，種下了不安的因子。
2013-14賽季，主控費爾頓遲遲找不回狀態且涉嫌持槍恐嚇妻子、年度最佳第六人J.R.史密斯要到先發位置後長期熄火。雖然安東尼場均能拿下27.4分、8.1籃板，仍無法挽救走鐘的尼克。尼克最後在賽季的最後被亞特蘭大老鷹拉開、37勝45敗的成績以一場之差無緣季後賽。安東尼也終止了生涯十季皆進入季後賽的紀錄。
但是這個賽季並不是沒有亮點。2014年1月25日，尼克出戰夏洛特山貓的比賽中，安東尼35投23中、包含6顆三分球，拿下62分13籃板並且0失誤。62分不僅是他生涯最高分，也刷新了尼克主場麥迪遜花園廣場的單場得分紀錄。
2014年明星賽中，18投10中、包含三分球13投8中拿下30分。8顆三分球是當時的明星賽歷史紀錄。
另外，這個賽季40.2%的三分球命中率也是生涯最高。賽季尾聲時，尼克老闆詹姆斯·多蘭找來名教練「禪師」菲爾·傑克森出任總裁。

#### 2014-15赛季
2014年休賽季，尼克在「禪師」傑克森走馬上任之下開始清除前朝人馬打算徹底重建球隊。交易了防守核心錢德勒並且把總教練伍德森給炒掉。
2014-15賽季開始後，安東尼在第三場比賽就讓自己的累積得分突破20000分，成為歷史第40位突破兩萬分的球員。但這季的安東尼飽受膝傷困擾，在打完最後一次明星賽後接受手術，賽季報銷。
安東尼報銷後，尼克選擇擺爛抽狀元。結果反而往後跌了兩個順位。這一年是尼克整個10年代後半糟糕籤運的開端。
本季帶傷出賽的安東尼仍有24.2分、6.6籃板的成績。

#### 2015-16赛季
2015年休賽季，禪師傑克森完成了在尼克最精彩的一次操作—在選秀會上用第四順位選下克里斯塔普斯·波爾辛吉斯。自此開啟了尼克「會選不會養」的近代傳統。
傷癒回歸的安東尼在這個賽季積極配合傑克森的政策，並嘗試融入三角進攻體系。安東尼在這個賽季的助攻次數達到生涯最高的4.2次、並且與新秀波爾辛吉斯有著不錯的化學效應。安東尼公開讚揚這位7呎3吋的拉脫維亞長人，並希望能和波爾辛吉斯一起奪冠。儘管如此，尼克並沒有合格的團隊防守體系也沒有一個正常的教練，戰績仍然不佳。
差不多從這個賽季開始，安東尼開始變得沒有太多特別亮眼的表現，一部份是因為配合體系、一部份是因為傷病困擾。安東尼逐漸變成一名普通的一線球星。

#### 2016-17赛季
尼克三角進攻體系遲遲沒有良好的效果。傑克森由於過往三角戰術體系的成功，開始將責任歸咎到安東尼身上。尼克經歷了近年來最為混亂的一個賽季。
經歷了約三個賽季的三角進攻嘗試未果，傑克森將矛頭指向安東尼，甚至無所不用其極地想敗壞安東尼的名聲。事情越演越烈，波爾辛吉斯也公開力挺安東尼。
球團發覺傑克森正在跟整隊球員對著幹，連忙在季後開除傑克森，但為時已晚、此時安東尼去意已決。
2017年休賽季，尼克將安東尼交易至奧克拉荷馬雷霆。

### 奧克拉荷馬雷霆（2017−2018）

#### 2017-18赛季
被交易至雷霆的安東尼和當時拿下MVP的羅素·衛斯特布魯克以及保羅·喬治合作。由於戰術安排以及安東尼體力退化，更多時候出任大前鋒的位置。
在戰術安排上，由於衛斯特布魯克和喬治都是需要球權的球員、且安東尼近年傷病纏身造成一定程度的退化，安東尼被擺在第三得分點的位置。三人的化學效應並不佳。雖然搶進季後賽但在第一輪被猶他爵士4:2下克上淘汰。
賽季結束後，安東尼被交易至亞特蘭大老鷹、隨即買斷成為自由球員。

### 休士頓火箭（2018−2019）

#### 2018-19赛季
和亞特蘭大老鷹達成買斷協議後，安東尼選擇底薪加入休士頓火箭，希望克里斯·保羅和詹姆斯·哈登兩名頂級控球者能夠讓他發揮最大效用。
開季時陣中主力不時受傷缺賽的火箭把原本已接受替補角色的安東尼拉上火線救援，安東尼也盡力貢獻數場超過20分的火力。但在10場比賽之後，總教練麥克·狄安東尼選擇將其冷凍。外界普遍認為狄安東尼在為尼克時期和安東尼關係不佳的事情進行報復。
在經過約兩個月的冷凍後，火箭將安東尼交易至芝加哥公牛。重建期的公牛將安東尼釋出以便安東尼加入具有競爭力的球隊。

### 波特蘭拓荒者（2019−2021）

#### 2019-20赛季
在被公牛釋出後，遲遲沒有球隊對安東尼開出報價。2019年11月15日，波特蘭拓荒者向安東尼遞出了橄欖枝。安東尼以老將底薪加入拓荒者。
在波特蘭，安東尼獲得拓荒者全隊上下的力挺，尤其是球隊老大達米安·利拉德也公開表示安東尼不應遭受火箭時期如此不堪的對待。團隊會刻意做球給安東尼單打、安東尼也處處配合球隊，安東尼和拓荒者產生良好的化學效應。在疫情期間的特殊加賽之中，拓荒者經過一番血戰終於逆襲成為第八種子晉級。安東尼在這時第二次遭遇了轉隊至洛杉磯湖人的詹姆斯，在首輪4:1落敗。

#### 2020-21賽季
2021年5月4日，對戰老鷹的比賽中，安東尼獲得14分，生涯總得分達到27318分，超越埃尔文·海耶斯，在NBA歷史總得分榜達至第十名。

### 洛杉磯湖人（2021−2022）
2021年8月6日，安東尼以一年老將底薪合約加入洛杉磯湖人。
2021-22賽季的湖人，組成了擁有五名準名人堂巨星、且其中有四位入選NBA75大巨星的陣容準備衝擊總冠軍，安東尼便是其中一人。安東尼在這個賽季出賽69場、3次先發，交出13.3分4.2籃板的成績並屢次在關鍵時刻拯救湖人隊慘烈的戰績。儘管安東尼為了總冠軍做了最後的奮力一搏，湖人最終仍然在這個賽季以33勝49敗位居西區第十一，無緣附加賽。
2022年休賽季，安東尼沒有與湖人續約。安東尼在以自由球員身份沉澱一個賽季後，決定在2023年5月22日在個人社群網站上宣布退休。

## 職業生涯數據

### NBA例行賽數據統計
| 賽季    | 球隊   | GP    | GS    | MPG  | FG%  | 3P%  | FT%  | RPG | APG | SPG | BPG | PPG  |
| ------- | ------ | ----- | ----- | ---- | ---- | ---- | ---- | --- | --- | --- | --- | ---- |
| 2003–04 | DEN    | 82    | 82    | 36.5 | 42.6 | 32.2 | 77.7 | 6.1 | 2.8 | 1.2 | 0.5 | 21.0 |
| 2004–05 | DEN    | 75    | 75    | 34.8 | 43.1 | 26.6 | 79.6 | 5.7 | 2.6 | 0.9 | 0.4 | 20.8 |
| 2005–06 | DEN    | 80    | 80    | 36.8 | 48.1 | 24.3 | 80.8 | 4.9 | 2.7 | 1.1 | 0.5 | 26.5 |
| 2006–07 | DEN    | 65    | 65    | 38.2 | 47.6 | 26.8 | 80.8 | 6.0 | 3.8 | 1.2 | 0.4 | 28.9 |
| 2007–08 | DEN    | 77    | 77    | 36.4 | 49.2 | 35.4 | 78.6 | 7.4 | 3.4 | 1.3 | 0.5 | 25.7 |
| 2008–09 | DEN    | 66    | 66    | 34.3 | 44.3 | 37.1 | 79.3 | 6.8 | 3.4 | 1.1 | 0.4 | 22.8 |
| 2009–10 | DEN    | 69    | 69    | 38.2 | 45.8 | 31.6 | 83.0 | 6.6 | 3.2 | 1.3 | 0.4 | 29.0 |
| 2010–11 | DEN    | 50    | 50    | 35.5 | 45.2 | 33.3 | 82.3 | 7.6 | 2.8 | 0.9 | 0.6 | 25.2 |
| 2010–11 | NYK    | 27    | 27    | 36.2 | 46.1 | 42.4 | 87.2 | 6.7 | 3.0 | 0.9 | 0.6 | 26.3 |
| 2011–12 | NYK    | 55    | 55    | 34.1 | 43.0 | 33.5 | 80.4 | 6.3 | 3.6 | 1.1 | 0.4 | 22.6 |
| 2012–13 | NYK    | 67    | 67    | 37.0 | 44.9 | 37.9 | 83.0 | 6.9 | 2.6 | 0.8 | 0.5 | 28.7 |
| 2013–14 | NYK    | 77    | 77    | 38.7 | 45.2 | 40.2 | 84.8 | 8.1 | 3.1 | 1.2 | 0.7 | 27.4 |
| 2014–15 | NYK    | 40    | 40    | 35.7 | 44.4 | 34.1 | 79.7 | 6.6 | 3.1 | 1.0 | 0.4 | 24.2 |
| 2015–16 | NYK    | 72    | 72    | 35.1 | 43.4 | 33.9 | 82.9 | 7.7 | 4.2 | 0.9 | 0.5 | 21.8 |
| 2016–17 | NYK    | 74    | 74    | 34.4 | 43.3 | 36.0 | 83.3 | 5.9 | 2.9 | 0.8 | 0.4 | 22.4 |
| 2017–18 | OKC    | 78    | 78    | 32.1 | 40.4 | 35.7 | 76.7 | 5.8 | 1.3 | 0.6 | 0.6 | 16.2 |
| 2018–19 | HOU    | 10    | 2     | 29.4 | 40.5 | 32.8 | 68.2 | 5.4 | 0.5 | 0.4 | 0.7 | 13.4 |
| 2019–20 | POR    | 58    | 58    | 32.8 | 43.0 | 38.5 | 84.5 | 6.3 | 1.5 | 0.8 | 0.5 | 15.4 |
| 2020–21 | POR    | 69    | 3     | 24.5 | 42.1 | 40.9 | 89.0 | 3.1 | 1.5 | 0.7 | 0.6 | 13.4 |
| 2021–22 | LAL    | 69    | 3     | 26.0 | 44.1 | 37.5 | 83.0 | 4.2 | 1.0 | 0.7 | 0.8 | 13.3 |
| 生涯    | 生涯   | 1,260 | 1,120 | 34.5 | 44.7 | 35.5 | 81.4 | 6.2 | 2.7 | 1.0 | 0.5 | 22.5 |
| 明星賽  | 明星賽 | 10    | 8     | 26.2 | 50.7 | 32.7 | 72.7 | 7.5 | 1.1 | 0.5 | 0.3 | 18.5 |

### NBA附加賽數據統計
| 賽季 | 球隊 | GP | GS | MPG  | FG%  | 3P%  | FT%  | RPG | APG | SPG | BPG | PPG  |
| ---- | ---- | -- | -- | ---- | ---- | ---- | ---- | --- | --- | --- | --- | ---- |
| 2020 | POR  | 1  | 1  | 37.8 | 33.3 | 16.7 | 1.00 | 3.0 | 1.0 | 0.0 | 1.0 | 21.0 |
| 生涯 | 生涯 | 1  | 1  | 37.8 | 33.3 | 16.7 | 1.00 | 3.0 | 1.0 | 0.0 | 1.0 | 21.0 |

### NBA季後賽數據統計
| 賽季    | 球隊 | GP | GS | MPG  | FG%  | 3P%  | FT%  | RPG  | APG | SPG | BPG | PPG  |
| ------- | ---- | -- | -- | ---- | ---- | ---- | ---- | ---- | --- | --- | --- | ---- |
| 2003–04 | DEN  | 4  | 4  | 35.8 | 32.8 | 18.2 | 80.0 | 8.3  | 2.8 | 1.2 | 0.0 | 15.0 |
| 2004–05 | DEN  | 5  | 5  | 36.0 | 42.2 | 0.0  | 81.3 | 5.4  | 2.0 | 0.6 | 0.2 | 19.2 |
| 2005–06 | DEN  | 5  | 5  | 38.6 | 33.3 | 0.0  | 75.0 | 6.6  | 2.8 | 0.8 | 0.2 | 21.0 |
| 2006–07 | DEN  | 5  | 5  | 42.0 | 48.0 | 50.0 | 79.5 | 8.6  | 1.2 | 1.0 | 0.0 | 26.8 |
| 2007–08 | DEN  | 4  | 4  | 36.5 | 36.4 | 25.0 | 82.8 | 9.5  | 2.0 | 0.5 | 0.2 | 22.5 |
| 2008–09 | DEN  | 16 | 16 | 38.3 | 45.3 | 36.4 | 82.6 | 5.8  | 4.1 | 1.8 | 0.6 | 27.2 |
| 2009–10 | DEN  | 6  | 6  | 42.3 | 46.4 | 31.6 | 87.7 | 8.5  | 3.2 | 2.0 | 0.5 | 30.7 |
| 2010–11 | NYK  | 4  | 4  | 39.0 | 37.5 | 34.6 | 85.3 | 10.3 | 4.8 | 1.2 | 0.8 | 26.0 |
| 2011–12 | NYK  | 5  | 5  | 40.8 | 41.9 | 22.2 | 75.6 | 8.2  | 2.2 | 1.2 | 0.2 | 27.8 |
| 2012–13 | NYK  | 12 | 12 | 40.1 | 40.6 | 29.8 | 88.5 | 6.6  | 1.6 | 1.1 | 0.2 | 28.8 |
| 2017–18 | OKC  | 6  | 6  | 32.3 | 37.5 | 21.4 | 73.3 | 5.7  | 0.3 | 1.8 | 0.7 | 11.8 |
| 2019–20 | POR  | 5  | 5  | 35.2 | 41.2 | 42.1 | 85.7 | 5.0  | 2.0 | 1.0 | 0.4 | 15.2 |
| 2020-21 | POR  | 6  | 0  | 23.8 | 41.7 | 37.8 | 90.9 | 3.2  | 1.5 | 0.3 | 0.2 | 12.3 |
| 生涯    | 生涯 | 83 | 77 | 37.3 | 41.4 | 32.4 | 82.6 | 6.7  | 2.5 | 1.2 | 0.3 | 23.1 |

## 國家隊生涯
2002年夏季，安東尼與代表美國U18青年隊參加2002年美洲U18青年籃球錦標賽。結果美國隊在此項賽事取得銅牌。每場平均出場22分鐘，取得15.6分，在隊中排行第一。此外他抓下6.2個籃球，僅次於克里斯·波什隊中排行第二。
安東尼在2004年夏季奧林匹克運動會代表美國籃球隊上陣，協助美國隊取得一面銅牌。比賽中平均每場取得2.4分及1.6個籃板。
2006年世界籃球錦標賽成為了美國隊隊長之一（當中包括勒邦·占士及德韦恩·韦德），協助美國隊取得銅牌，安東尼平均每場取得19.9分、3.7個籃板及1.6次進攻。安東尼亦參與2007年美洲籃球錦標賽協助美國以全勝成績奪冠。
2008年夏季奧林匹克運動會代表美国队參與籃球比賽。成功為美國隊取隊失落4年的奧運會金牌。2012年夏季奧林匹克運動會代表美國參與籃球比賽再度奪冠。2016年夏季奧林匹克運動會代表美國參與籃球比賽第三度奪冠。

### 國際賽 數據統計
| 年份       | 球隊       | 出賽 | 先發 | 場均上場時間(分鐘) | 投籃命中率 | 三分球命中率 | 罰球命中率 | 場均籃板 | 場均助攻 | 場均抄截 | 場均阻攻 | 場均得分 |
| ---------- | ---------- | ---- | ---- | ------------------ | ---------- | ------------ | ---------- | -------- | -------- | -------- | -------- | -------- |
| 雅典奧運會 | 夢幻六隊   | 7    | 0    | 6.8                | 25.0%      | 18.2%        | 50.0%      | 1.6      | 0.0      | 0.3      | 0.7      | 2.4      |
| 北京奧運會 | 夢幻八隊   | 8    | 8    | 19.1               | 42.2%      | 37.8%        | 82.8%      | 4.3      | 0.4      | 1.0      | 0.3      | 11.5     |
| 倫敦奧運會 | 夢幻十隊   | 8    | 0    | 17.8               | 53.5%      | 50.0%        | 78.9%      | 4.8      | 1.3      | 0.5      | 0.0      | 16.3     |
| 里約奧運會 | 夢十二隊   | 8    | 8    | 23.3               | 39.3%      | 40.0%        | 61.9%      | 5.2      | 2.2      | 0.6      | 0.3      | 12.1     |
| 代表隊生涯 | 代表隊生涯 | 31   | 16   | 16.8               | 43.1%      | 41.0%        | 74.6%      | 4.0      | 1.0      | 0.6      | 0.1      | 10.8     |

## 个人生活
安東尼有兩名兄弟名為罗伯特（Robert）和威尔福德（Wilford），一名姊妹米歇尔（Michelle）以及一名擁有一半血緣的姊妹达夫妮（Daphne）。安東尼與MTV的VJ拉拉（La La）在2004年聖誕節認識。他們有一名兒子，名為基扬·卡梅隆·安东尼（Kiyan Carmelo Anthony）。

## 電影演出
- 2016年《忍者龜：破影而出》（客串本人）